# Calle de San Francisco (San Sebastián)
La calle de San Francisco es una vía pública de la ciudad española de San Sebastián.

## Descripción
La vía, que ostenta el título actual desde 1895, nace de la calle de Iparraguirre y desemboca en la avenida de Navarra. Tiene cruces con la calle de Trueba, la plaza de Biteri, la Gran Vía y las calles del General Artetxe, de Bermingham y de Segundo Izpizua. Debe su nombre al ya desaparecido convento de San Francisco. Aparece descrita en Las calles de San Sebastián (1916) de Serapio Múgica Zufiria con las siguientes palabras:

Calle de San Francisco.—Por acuerdo de 23 de Julio de 1895, se dispuso denominar así a la calle que arrancando desde la Calle de Miracruz, se extiende hasta la vía del ferrocarril en recuerdo del convento de San Francisco, fundado con real licencia en la casa denominada Chartiko con sus pertenecidos, en virtud de escritura otorgada el 6 de Mayo de 1606 entre la ciudad y el representante de la Orden. Este convento fué suprimido el año 1836 en virtud de orden del Gobierno, y en dicho edificio se instaló después la Misericordia y hoy está destinado a cuartel de Ingenieros.
(Múgica Zufiria, 1916, p. 113)